# Caladenia attenuata
Caladenia attenuata là một loài thực vật có hoa trong họ Lan. Loài này được (Brinsley) D.L.Jones mô tả khoa học đầu tiên năm 2000.